# 하카시야 공화국

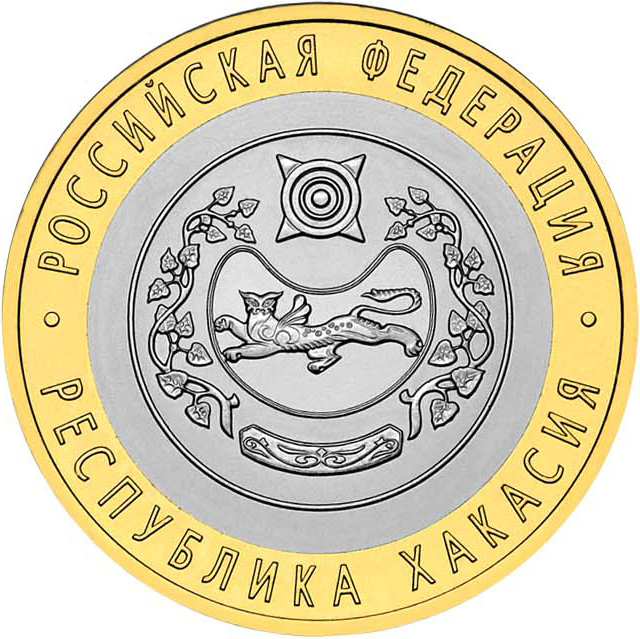
러시아은행 주화 - 10 루블, 역방향. (2007년)

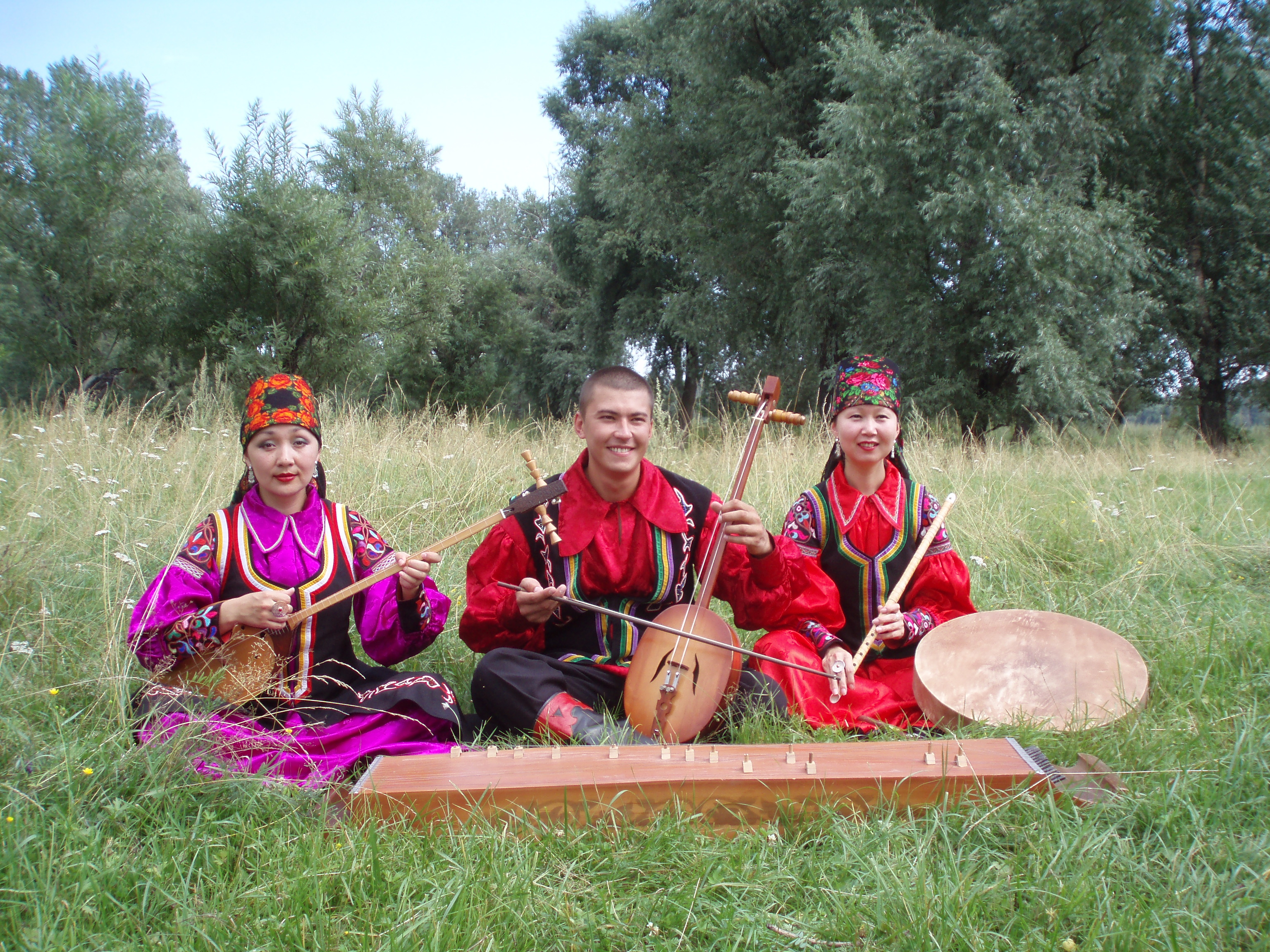
악기를 들고 있는 하카스인들

하카시야(/xəˈkæsiə, kə-/), 공식적으로 하카시야 공화국,은 러시아의 공화국이며 시베리아 남부에 위치한다. 북쪽으로는 크라스노야르스크 변경주와 남쪽으로는 알타이 공화국 사이에 위치한다.
하카시야의 수도는 아바칸이고, 이 지역은 약 61,900 제곱킬로미터 (23,900 mi2)의 면적을 차지한다. 하카시야의 인구는 약 537,000명이며, 대부분의 인구가 도시 지역에 거주한다.
이 지역은 수많은 강, 호수, 산이 있는 자연의 아름다움으로 유명하다. 하카스키 자연 보호 구역이 이 지역에 있으며, 갈색곰, 늑대, 검은담비 등 다양한 야생 동물이 서식한다. 이 지역은 목공, 자수와 같은 전통 공예와 전통 축제와 기념일로도 유명하다.

## 지리
공화국은 동부 시베리아의 남서부에 위치하고 북쪽과 동쪽으로는 크라스노야르스크 변경주, 남동쪽과 남쪽으로는 투바 공화국, 남쪽과 남서쪽으로는 알타이 공화국, 서쪽과 북서쪽으로는 케메로보주와 접한다. 북쪽에서 남쪽으로는 460 킬로미터 (290 mi), 동쪽에서 서쪽으로는 200 킬로미터 (120 mi) 뻗어있다. 산(쿠즈네츠크 알라타우의 동쪽 경사면과 아바칸산맥)이 공화국 영토의 3분의 2를 덮고 있으며 공화국의 자연적 경계 역할을 한다. 가장 높은 지점은 키즐라소프 봉우리이다. 나머지 영토는 평평하며, 가장 눈에 띄는 지형은 미누신스크 골짜기다. 예니세이강은 공화국에서 가장 큰 강이다. 다른 중요한 강으로는 아바칸강, 톰강’, 벨리 이유스, 블랙 이유스, 출림(예니세이와 동부 산맥 사이)이 있으며, 아바칸 지역을 제외한 모든 오브강 유역이 있다. 공화국에는 300개가 넘는 호수가 있으며, 염수와 담수가 모두있다. 기후는 대륙성이며 연평균 기온은 0 °C (32 °F)이다. 천연 자원이 풍부하며 철, 금, 은, 석탄, 석유 및 천연 가스가 있습니다. 몰리브덴 매장량은 러시아에서 가장 크다. 공화국의 남부와 서부는 삼림으로 뒤덮여 있다.

### 시간대
크라스노야르스크 시간 (KRAT)에 있다. UTC와의 시차는 +08:00 (KRAT)이다.

## 역사

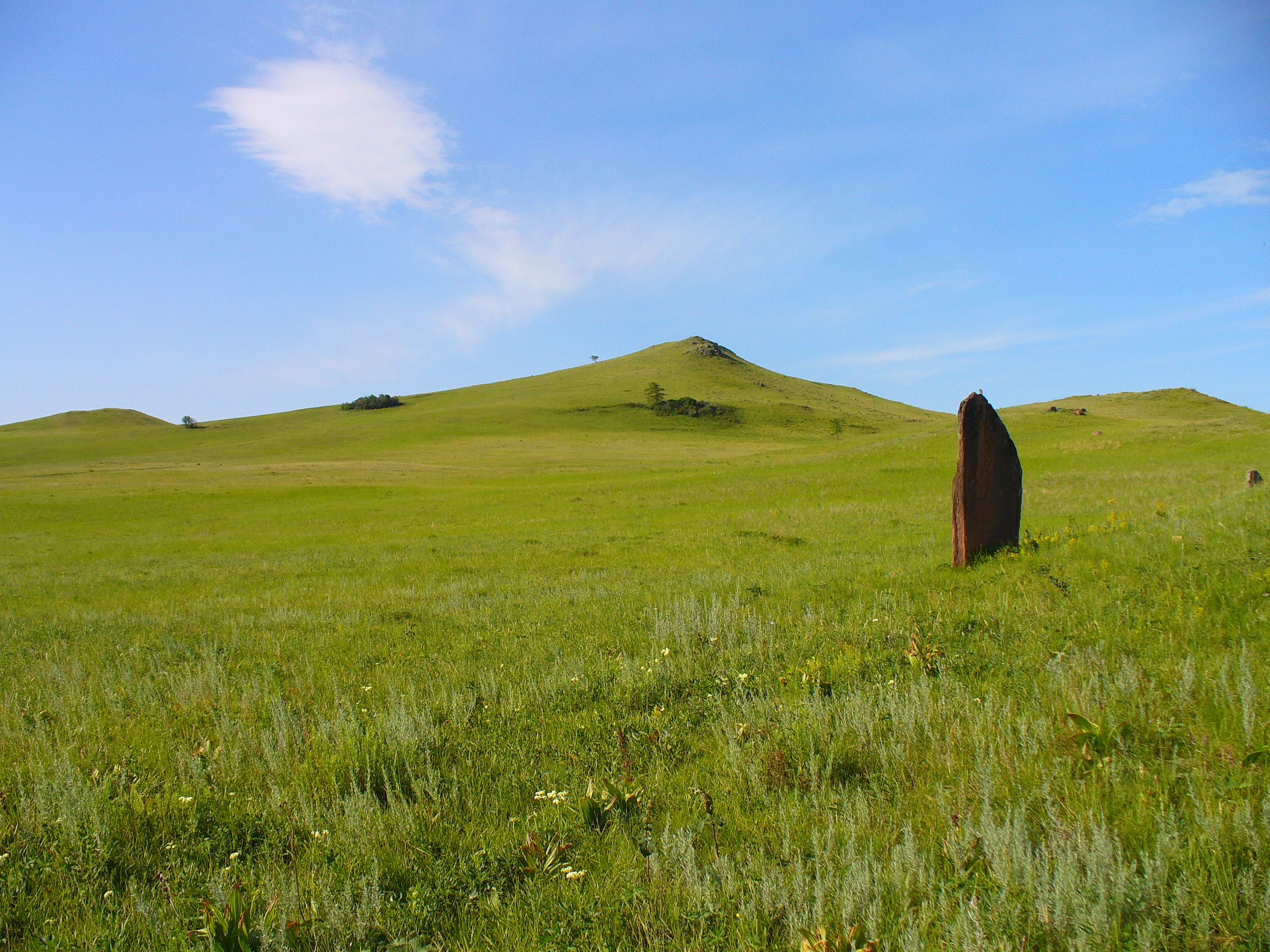
초원의 고대 매장지

현대 하카시야의 영토는 서기 6세기부터 예니세이 키르기스 국가의 핵심을 형성했다. 13세기에 몽골에 패배한 후, 대부분의 키르기스인은 남서쪽 중앙아시아로 이주하여 오늘날의 키르기스스탄 지역으로 이동했다. 현대 하카스인은 자신들을 시베리아에 남은 키르기스인의 후손으로 여긴다. 하카스는 표트르 대제 치세에 러시아에 편입되었다. (r. 1682–1725).
이러한 통합은 1729년 러시아와 중국 간의 조약인 부랴 조약에서 확인되었다. 유죄 판결을 받은 범죄자를 유럽 러시아에서 시베리아로 추방하는 것이 일반적이었기 때문에 하카스에 요새가 재빨리 건설되었다(1707년과 1718년). 많은 수감자가 석방 후에도 남았다. 많은 토착 하카스인들이 러시아 정교회 신앙으로 개종하고 점차 유목민적 생활 방식을 버렸다.
1917년 러시아 혁명 당시 러시아인은 인구의 약 절반을 차지했다. 소련 통치 하에서 1930년 10월 20일에 하카스 자치주가 수립되면서 자치권이 부여되었다. 자치주의 경계는 현대 하카시야 공화국의 경계와 같다.
1920년대와 1930년대에 소련 당국은 이 지역에 약 25만 명의 러시아인을 재정착시켰다. 그 후 제2차 세계 대전 동안 10,000명의 볼가 독일인 추방이 이어졌다. 1959년 인구 조사 당시, 하카스인은 하카스주 인구의 10%에 불과했다.
1991년까지 하카스 자치주는 행정적으로 크라스노야르스크 변경주에 종속되었다. 1991년 7월에 러시아 연방 내 소비에트 사회주의 공화국으로 지위가 승격되었고, 1992년 2월에 하카시야 공화국이 되었다.

## 행정 구역

### 군
- 알타이군 (Алтайский район)
- 아스키스키군(Аскизский район, 하카스어: Асхыс)
- 베이스키군(Бейский район, 하카스어: Бея)
- 보그라츠키군(Боградский район, 하카스어: Боград)
- 오르조니키젭스키군(Орджоникидзевский район, 하카스어: Орджоникидзевск)
- 시린스키군(Ширинский район, 하카스어: Шира)
- 타시팁스키군(Таштыпский район, 하카스어: Таштып)
- 우스티아바칸스키군(Усть-Абаканский район, 하카스어: Ағбан-Пилтірі

## 도시
- 아바자(Абаза)
- 아바칸(Абакан, 하카스어: Ағбан)
- 사야노고르스크(Саяногорск)
- 소르스크(Сорск)
- 체르노고르스크(Черногорск, 하카스어: Харатас)

## 주민
| 연도                | 인구    | ±%      |
| ------------------- | ------- | ------- |
| 1926                | 88,877  | —       |
| 1939                | 272,730 | +206.9% |
| 1959                | 411,047 | +50.7%  |
| 1970                | 445,824 | +8.5%   |
| 1979                | 498,384 | +11.8%  |
| 1989                | 566,861 | +13.7%  |
| 2002                | 546,072 | −3.7%   |
| 2010                | 532,403 | −2.5%   |
| 2021                | 532,036 | −0.1%   |
| Source: Census data |         |         |

소수민족: 2010년의 조사에서 러시아인이 42만 7,647명(80.27%)으로 다수를 차지하고 있다. 그 다음으로 하카스인이 6만 3,643명(12.1%), 볼가 독일인이 5,976명(1.1%), 우크라이나인이 5,039명(1.0%)를 차지하고 있다.
하카스어는 튀르크어족에 속한 언어로, 하카스 공화국에서 러시아어와 함께 공용어로 지정되어 있다.